# Porrorchis hylae
Porrorchis hylae är en hakmaskart som först beskrevs av Johnston 1914.  Porrorchis hylae ingår i släktet Porrorchis och familjen Plagiorhynchidae. Inga underarter finns listade i Catalogue of Life.